# Postage Due
Postage Due è un cortometraggio muto del 1924 diretto da George Jeske, prodotto da Hal Roach con Stan Laurel.
Il cortometraggio della durata di 20 minuti fu presentato il 17 febbraio 1924.
Un pezzo del film è stato anche inserito nell'antologia comica: La bomba comica del 1958.

## Trama
Stanlio si reca in un ufficio postale per spedire una foto-cartolina appena stampata. L'ufficio è talmente grande che possiede anche uno scompartimento sotterraneo per lo smistamento posta. Un giorno giunge inaspettatamente il Signor Finlayson, l'ispettore, che subito non vede di buon occhio Stanlio. Per lui il magrolino è un tipo sospetto, così inizia una rocambolesca fuga, che porta i due a inseguirsi nel sotterraneo. Stanlio si infila in un sacco, credendo di eludere l'ispettore, che subito lo nota. Alla fine dell'inseguimento, Stanlio finisce rinchiuso in una sorta di "cella" insieme ai due veri ladri di corrispondenza.